# ナッツァレーノ・ザンペルラ
ナッツァレーノ・ザンペルラ（イタリア語: Nazzareno Zamperla、本名不明、1937年4月25日 - 2020年3月19日）1950年代初頭から1990年代にかけて活動したイタリアのスタントマン兼映画俳優。ルチオ・フルチ監督のマカロニ・ウエスタン『シルバー・サドル/新・復讐の用心棒』（1978年/未/TV放映/DVD）では助監督を務めた。ヴェネト州トレヴィーゾ出身。弟のリナルド・ザンペルラ（Rinaldo Zamperla）はナッツァレーノと同時代に活動したスタントマン兼俳優で、アクション演出も受け持っていた。主な作品にはマカロニ・ウエスタンの『黄金の3兄弟』（1966年/未ソフト化）の疑斗、『荒野のドラゴン』（1973年）のスタント・コーディネーターがある。
クレジット名義は複数あり、俳優としては『禿鷹のえさ』（1965年）等でニック・アンダースン（Nick  Anderson）、『荒野の1ドル銀貨』（1965年）ではニコラス・セント・ジョン（Nicholas St. John）、スタントマンとしてはナサレーノ・ザンペルラ（Nazareno Zamperla）、ネノ・ザンペルラ（Neno Zamperla）、トニー・ザンペルラ（Tony Zamperla）を名乗っている。

## 俳優としての特徴
元来サーカス業界にいたが、1950年代からはペプラム物と称される史劇アクション映画のスタントマンとして活動を開始する。徐々にアクションも出来る助演者として俳優業にも参入した。同時期の著名な同業者にベニート・ステファネッリやジョヴァンニ・チャンフリーリア、アルベルト・デラクア、レモ・デ・アンジェリス、マリオ・ノヴェッリ、ベニート・パチフィーコ等がいた。

## ジュリアーノ・ジェンマと共に
マカロニ・ウエスタンのスターとして著名なジュリアーノ・ジェンマもスタントマンの出身だった。ザンペルラとは1959年のウィリアム・ワイラー監督のハリウッド超大作史劇『ベン・ハー』から1984年の『魔境のガン・ファイター』（未/TV放映/ビデオ）に至るまで関わりがあり、都合20作品近くにも上る。
ジェンマ主演のマカロニ・ウエスタンの代表作『荒野の1ドル銀貨』（1965年）では凶弾に倒れる主人公の弟を純情な一面と不敵な存在感で運命の機微を演じた。この作品にはステファネッリやフランコ・ファンタジア、ジョヴァンニ・パッツァフィーニ、サル・ボルジェーセと言ったスタントの手練れが多く参加していた。
ジュリアーノ・ジェンマ人脈と言えるドゥッチョ・テッサリやミケーレ・ルーポの監督作品にも目立って参加した。特にテッサリ監督作品では『夕陽の用心棒』（1964年/未/TV放映）や姉妹編の『続・荒野の1ドル銀貨』（1965年）と言ったマカロニ・ウエスタンからロッド・スタイガ－、ロッド・テイラー、テリー・トーマス等の国際スター競演の戦争喜劇『栄光の北アフリカ戦線』（1973年/未/TV放映）やアラン・ドロンが孤高の殺し屋を演じた『ビッグ・ガン』（1974年）、リノ・ヴァンチュラとアイザック・ヘイズ、フレッド・ウィリアムスンの異色の顔ぶれの『3人のタフガイ』（1974年/未ソフト化）等がある。ミケーレ・ルーポ監督作品には『南から来た用心棒』（1965年）からハリウッドの大スターだったカーク・ダグラスとジェンマが競演する犯罪アクション物『ザ・ビッグマン』（1972年）、マカロニ・ウエスタン末期の『カリフォルニア/ジェンマの復讐の用心棒』（1976年/未/TV放映/DVD）辺りまで付き合っている。上記の作品には脇役あるいは端役出演する傍らスタントやアクション演出も担当している。

## 名スタントマンとしての活躍
フェデリコ・フェリーニ監督の『道』（1954年）に端役出演（ザンペルラと同業で名を成したゴッドフレード・アンガーやアルベルト・デラクアも出演していた）して以来スタントマンと俳優を兼任する様になり、1960年代の半ばからはアクション演出や殺陣師も務める様になった。俳優よりもアクションの世界が性に合っていた様で、マカロニ・ウエスタン時代の途中からはアクションの演出やスタント・プレーヤーとしての活動が主になった。
マカロニ・ウエスタンで実績を残すと現代アクション物の他にフェリーニ監督の異色史劇『サテリコン』（1969年）にもスタント・コーディネーターに起用された（日本で流布しているユナイト配給版にはクレジット無し）。以降はイタリア産アクション映画の第一線で経験を積み重ねたが、1980年代末には俳優としての出演が途切れている。
1980年代末にはアクション演出に専念し、遂にはレニー・ハーリン監督の『カットスロート・アイランド』（1995年）の殺陣師に抜擢されるに至った。以後2003年頃までアクション演出を担当した。

## フィルモグラフィ
- 『道』（1954年）（クレジットなし）フェデリコ・フェリーニ監督
- 『トロイのヘレン（トロイ・オブ・ヘレン）』（1956年）（スタント/クレジットなし）ロバート・ワイズ監督
- 『ユリシーズ』（1954年）（スタント/クレジットなし）マリオ・カメリーニ監督
- 『ヘラクレス』（1958年）（スタント）ピエトロ・フランチーシ監督
- 『ヘラクレスの逆襲』（1959年）（スタント）ピエロ・ピエロッティ、マリオ・バーヴァ（クレジットなし）共同監督
- 『ベン・ハー』（1959）（スタント/クレジットなし）ウィリアム・ワイラー監督
- 『バラバ』（1961年）（スタント/クレジットなし）リチャード・フライシャー監督
- 『ソドムとゴモラ』（1962年）（スタント/クレジットなし）ロバート・アルドリッチ、セルジオ・レオーネ共同監督
- 『サンドカン総攻撃』（1963年）（スタント・コーディネーター）ウンベルト・レンツィ監督
- 『札付き3軍曹/勇猛なるベンガル騎兵隊』（1963年/未/TV放映）（スタント・コーディネーターも）ハンフリー・ハンバート（ウンベルト・レンツィ）監督
- 『夕陽の用心棒（夕陽の用心棒/リンゴーのための拳銃）』（1964年/未/TV放映/ビデオ）ドゥッチョ・テッサリ監督
- 『荒野の1ドル銀貨』（1965年）（スタント・コーディネーターも）カルヴィン・ジャクスン・パジェット（ジョルジオ・フェローニ）監督
- 『禿鷹のえさ（夕陽の七人/禿鷹のえさ）』（1965年）フランク・グラフィールド（フランコ・ジラルディ）監督
- 『必殺の用心棒』（1966年）フランコ・ジラルディ監督
- 『南から来た用心棒』（1966年）（スタント・コーディネーター）ミケーレ・ルーポ監督
- 『キス・キス・バン・バン』（1966年/未/TV放映）（スタント・コーディネーター）ドゥッチョ・テッサリ監督
- 『殴りこみ兄弟（夕陽の七人/殴りこみ兄弟）』（1967年）フランク・グラフィールド（フランコ・ジラルディ）監督
- 『アウトロー・ガン』（1967年/未/TV放映）（疑斗も）フランコ・ジラルディ、アルバート・バンド共同監督
- 『さらば、男』（1967年/未ソフト化）マリオ・カイアーノ監督
- 『新・黄金の七人=7×7』（1968年）（スタント・コーディネーターも）ミケーレ・ルーポ監督
- 『野獣暁に死す』（1968年）（疑斗）トニーノ・チェルヴィ監督
- 『サテリコン』（1969年）（スタント・コーディネーター）フェデリコ・フェリーニ監督
- 『荒野の大活劇』（1969年）（スタント・コーディネーター）ドゥッチョ・テッサリ監督
- 『ブーツ・ヒル』（1969年/未ソフト化）ジュゼッペ・コリッツィ監督
- 『女にしっぽがあったころ』（1970年）
- 『特攻大戦線』（1971年）（スタント・コーディネーター）ヴァレンティーノ・オルシーニ監督
- 『炎の戦士ロビン・フッド』（1971年/未/TV放映）ジョルジオ・フェローニ監督
- 『新・さすらいの用心棒/ベン&チャーリー』（1972年/未/TV放映）（スタント・コーディネーター）ミケーレ・ルーポ監督
- 『ザ・ビッグマン』（1972年）（スタント・コーディネーター）ミケーレ・ルーポ監督
- 『ゴールデンボーイ/危機また危機』（1973年）
- 『栄光の北アフリカ戦線』（1973年/未/TV放映）（スタント）ドゥッチョ・テッサリ監督
- 『ザ・サムライ/荒野の珍道中』（1973年/未/ビデオ）（スタント・コーディネーターも）セルジオ・コルブッチ監督
- 『増える賞金、死体の山』（1973年/未/dvd）
- 『復讐の銃弾』（1974年/未/ビデオ）（スタント・コーディネーター）エンツォ・G ・カステッラーリ（エンツォ・ジロラーミ）監督
- 『ビッグ・ガン』（1974年）ドゥッチョ・テッサリ監督
- 『カリフォルニア/ジェンマの復讐の用心棒』（1976年/未/TV放映/ビデオ）ミケーレ・ルーポ監督
- 『オニオン流れ者』（1975年）エンツォ・G ・カステッラーリ（エンツォ・ジロラーミ）監督
- 『アフリカ特急』（1976年/未/TV放映/ビデオ）（スタント・コーディネー）ミケーレ・ルーポ監督
- 『シルバー・サドル/新・復讐の用心棒』（1978年/未/TV放映）（助監督も）ルチオ・フルチ監督
- 『地獄の謝肉祭』（1980年）（クレジットなし）アンソニー・M・ドースン（アントニオ・マルゲリーティ）監督
- 『秘宝の王冠』（1982年/未/ビデオ）（スタント監督）フェルディナンド・バルディ監督
- 『ラッシュ/地獄からの脱出』（1983年/未/ビデオ）（スタント）アンソニー・リッチモンド（トニーノ・リッチ）監督
- 『サンダー』（1983年/未/ビデオ）（スタント・コーディネーターも）ラリー・ラドマン（ファブリツィオ・デ・アンジェリス）監督
- 『魔境のガン・ファイター』（1984年/未/ビデオ/TV放映）（スタント・コーディネーター）ドゥッチョ・テッサリ監督
- 『アフガニスタン/地獄の日々』（1985年/未/ビデオ）（スタント・コーディネーター）アンソニー・リッチモンド（トニーノ・リッチ）監督
- 『デモンズ2』（1986年）（スタント・コーディネーター）ランベルト・バーヴァ監督
- 『スター・レジェンド（SF宝島）』（1987年/TVミニ・シリーズ）（スタント）アントニオ・マルゲリーティ監督
- 『死海からの脱出（ジョーズ・アタック）』（1987年）（スタント・コーディネーター）アンソニー・リッチモンド（トニーノ・リッチ）監督
- 『デザート・ソルジャー』（1990年/TVミニ・シリーズ）（日本では総集編がビデオ発売された）（スタント・コーディネーター）ドゥッチョ・テッサリ監督